# Les Deux-Fays
Les Deux-Fays là một xã của tỉnh Jura, thuộc vùng Bourgogne-Franche-Comté, miền đông nước Pháp.